# توم كلانسيز ذا ديفيجن رسيرجنز
توم كلانسيز ذا ديفيجن رسيرجنز (بالإنجليزية: Tom Clancy's The Division Resurgence) هي لعبة فيديو تقمص أدوار، من منظور الشخص الثالث، تجري احداثها في عالم مفتوح، من تطوير يوبي سوفت، مخصصة لأجهزة الهواتف المحمولة، سوف تكون قصتها مستقلة عن لعبتي توم كلانسيز ذا ديفيجن وتوم كلانسيز ذا ديفيجن 2، تم الإعلان عن العبة لأول مرة في مقطع دعائي في 7 يوليو 2022، وسوف تصدر اللعبة على أجهزة أندرويد وآي أو إس.

## روابط خارجية
- الموقع الرسمي